# Duplicity
Duplicity é um filme de 2009, dos gêneros comédia romântica e espionagem, que foi escrito e dirigido por Tony Gilroy e produzido por Mary Jones. O filme foi lançado em 20 de março de 2009.

## Sinopse
A funcionária da CIA Claire Stenwick (Julia Roberts) e o agente do MI6 Ray Koval (Clive Owen) deixam para trás o departamento de inteligência do governo para participarem de um esquema altamente lucrativo que envolve duas multinacionais concorrentes. A missão deles é proteger a fórmula de um produto que trará muito dinheiro para a primeira empresa que patenteá-lo. Os comandantes dessas duas multinacionais são os executivos Howard Tully (Tom Wilkinson), e Dick Garsik (Paul Giamatti). Rivais, eles contratam os espiões - que passam a trabalhar para lados opostos, dando início a um verdadeiro jogo de interesses.

## Elenco
- Clive Owen - Ray Koval
- Julia Roberts - Claire Stenwich
- Tom Wilkinson - Howard Tully
- Paul Giamatti - Richard "Dick" Garsik
- Denis O'Hare - Duke Monahan
- Kathleen Chalfant - Pam Fraile
- Thomas McCarthy - Jeff Bauer
- Wayne Duvall - Ned Guston
- Carrie Preston - Barbara Bofferd
- Christopher Denham - Ronny Partiz
- Oleg Shtefanko - Boris Fetyov